# Isar
 Der er for få eller ingen kildehenvisninger i denne artikel, hvilket er et problem. Du kan hjælpe ved at angive troværdige kilder til de påstande, som fremføres i artiklen.

Isar er en flod i Bayern i Tyskland. Det er en biflod til Donau, og er 295 kilometer lang.
Floden udspringer ved den bayersk-østrigske grænse i nærheden af landsbyen Mittenwald i alperne. Derfra løber den nordover, gennem den bayerske hovedstad München og nordøstover til Deggendorf, hvor den munder ud i Donau.
Byer ved floden er blandt andre: Bad Tölz, Wolfratshausen, München, Freising, Moosburg, Landshut, Dingolfing, Landau og Plattling.

## Etymologi
De almindeligste tolkninger af navnet Isar er, at det er sammensat af de keltiske ord ys ('rask, fossende') og ura ('vand, flod'). Ifølge en anden tolkning kan ys forstås både som 'høj' og 'lav', hvilket skulle hentyde til de store ændringer i vandniveauet i floden. I antikke bosættelsesområder for kelterne kan man finde flere andre floder med lignende navn: 
- Iser (Tjekkiet)
- Isère (Frankrig)
- Isel (Østrig)
- IJssel (Holland)
- Eisack-Isarco (Italien)

Det er muligt, at det antikke navn på den lavere del af flod Donau, Ister, har samme kilde.

## Geografi
Isar modtager en god del af sit vand fra Alperne, og dele af Karwendelbjergene. Afvandingsområdet er cirka 9.000 kvadratkilometer. Om vinteren falder det meste af nedbøren i Alperne som sne. Dette fører til øget vandføring i floden under tøbruddet om foråret. Floden har en middelvandføring på 175 m3 pr. sekund. Dette er omtrent på samme niveau som andre forholdsvis store floder i Tyskland som Mosel, Lech og Main.
Ud over de større bifloder Amper og Loisachløber mange mindre floder til Isar, blandt andre Leutasch, Jachen, Dürrach, Dorfen, Sempt og Pfettach.
Isars officielle udsprin ligger i Hinteraudalen øst for landsbyen Scharnitz i Karwendelbjergene i Tyrol i Østrig , i en højde på 1.160 meter over havet. Isar starter fra floden Lavatsch, som har sin kilde længere sydøstover, og den bliver kaldt toppen af Isar. Videre får Isar vand fra Brikkarbach, som har sin kilde ved foden af det højeste bjerg i Karwendel, Birkkarspitze og Moserkarbach. Mellem Mittenwald og Krün er der bygget en dæmning over Isar. Vandet herfra går ind i søen Walchensee, hvorfra der produceres elektricitet. For at lave mere strøm og hindre oversvømmelse blev i årene 1954-1959. bygget et større reservoir kaldt Sylvensteinsee  Denne ligger 12 kilometer syd for Lenggries og har hindret alvorlige oversvømmelser i München, blandt andet i 1979, 1999 og 2005. 2005 var første år, man måtte lukke vand ud fra søen, fordi den var fyldt op, men man klarede akkurat at undgå oversvømmelse i München. Efter at floden forlader de Bayerske Alper ved Bad Tölz, løber Isar gennem  et istids- morænelandskab og gennem München-sletten. Den fortsætter derefter fra Freising mod Donaudalen. Ved udløbet i  Donau er floden 312 meter over havet, og er faldet 848 meter fra udspring til udløb.

### Byer
Isar løber gennem følgende byer:
- Mittenwald
- Bad Tölz
- München
- Freising
- Landshut
- Dingolfing
- Landau an der Isar
- Plattling

## Historie
Isar var sandsynligvis en transportvej selv i forhistorisk tid for fragt af varer fra Alperne, eller til  Italien, mod Donau på pramme. Romerne byggede en handelsvej kaldt Via Raetia fra Inndalen over Seefelderpasset og til den nordlige fod af Alperne. Byen Mittenwald blev dermed en vigtig handelsby i Werdenfelser Land.
Enkelte steder byggede romerne træbroer over Isar, sådan at de lettere kunne komme over de stærke strømme. En af disse blev bygget på den romerske vej mellem Salzburg og Augsburg syd for nutidens München. Dermed kunne de let kontrollere trafikken langs vejen og kræve afgifter. Byerne München og Landshut, som opstod i middelalderen, er direkte knyttet til brobygningen og magtkampene og påvirkningen disse havde på økonomien. Siden byerne var i stadig vækst krævedes stadig mere tømmer og kalk, og dette førte igen til øget kommerciel pramfart . I begyndelsen af 1600-tallet blev varer som middelhavsfrugt, krydderier, bomuld og silke fra Det venetianske marked i Mittenwald transporteret ned af Isar og Donau helt til Wien og Budapest. I 1800-tallet var den kommercielle pramfart på det højeste og omkring 8.000 pramme kom til München hvert år. 
Siden middelalderen har har der været vandmøller ved bredden af Isar. For at opretholde en mere jævn strøm til møllerne, blev der bygget små kanaler i München. Disse kanaler medførte også ferskvand til indbyggerne og til flere garverier, og leverede vand til voldgravene rundt om bymuren. Hvert år skabte Isar oversvømmelse i byerne langs floden, som   gjorde store ødelæggelser og kostede mange menneskeliv. I 1813 mistede mere end 100 mennesker livet i München,  da en bro som  de stod på, og kiggede på oversvømmelserne, styrtede sammen under en oversvømmelse. Fra 1806 blev der bygget mure langs bredden af floden. Dette førte til at floden løb hurtigere, og gravede sig dybere ned i flodlejet. I 1920'erne begyndte man at bygge vandkraftværker, og fra 1954 til 1959 byggede  man Sylvensteinspeicher for at producere strøm og for at beskytte mod oversvømmelser. Dette medførte bland andet at landsbyen Fall blev lagt under vand. Når vandstanden i reservoir er meget lav, kan man stadig se kirketårnet stikke op af vandet. I de senere år er Isar delvis gået tilbage fra at være en kanal til en mere naturlig flod.
I de lavere dele af Isar, mellem Moosburg og Plattling vaskede man guld i flodaflejringerne i  1500- og 1600-tallet, men det blev indstillet igen , da mængderne var for små.

## Miljø
Siden 1920'erne har man brugt vandet i Isar for at producere strøm. Dette har haft store konsekvenser for både lokal fauna, flora og mennesker. For at få nok vand til de 28 vandkraftværker langs floden er næsten hele floden kanaliseret og vandet er ledet om flere gange. Lige nord for Mittenwald blev al vandet i floden ledet ud i søen Walchensee i 1923 for at bygge et vandkraftværk her. Siden 1990 har man ladet 4 kubikmeter per sekund strømme gennem floden her. Bygningen af Sylvensteindæmningen og de talrige reguleringer af floden har ændret dens karakter. Konstruktionen af denne dæmning hindrer nu floden i at løbe over sine bredder. 
For at beskytte den smukke Isardal grundlagde Gabriel von Seidl Isartalverein i 1902. For åat opnå dette købte han 90 hektar med land fra München, og i dag er det over 330 km turstier i området.
På det  sidste har man prøvet at bringe Isar tilbage til sin oprindelige form. For eksempel har man nær München gjort flodlejet bredere og bredden fladere, og man har bygget små grusøer og næsten naturlige bukgter for at sagtne flodens hastighed. Derudover har man gjort digerne større og bredere .
Vandkvaliteten i floden er også øget efter at man har bygget rensningsanlæg for kloaker. Tallet på bakterier er dog stadig relativt højt. Man har sat sig som mål at bakterieniveauet i floden skal reduceres så meget at det kan være forsvarligt at bade i floden. Hvis  man klarer dette, vil München være en af få storbyer i Europa med sådanne muligheder. Selv om kloakrensningsanlæggene fører til at bakterieniveauet bliver stærkt nedsat, løber der alligevel meget forurenet vand ud i floden ved kraftig nedbør. 
Der er flere naturreservater langs Isar, blandt andet for  fugle nordøst for Moosburg. Dette område er et vigtigt hvilested for trækfugle. Man har fundet op mod 260 forskellige arter, blandt andre sjældne arter som makrelterne og blåhals.